# Municipio de Bourbon (Illinois)
El municipio de Bourbon (en inglés: Bourbon Township) es un municipio ubicado en el condado de Douglas en el estado estadounidense de Illinois. En el año 2010 tenía una población de 4124 habitantes y una densidad poblacional de 36,94 personas por km².

## Geografía
El municipio de Bourbon se encuentra ubicado en las coordenadas 39°42′7″N 88°24′36″O / 39.70194, -88.41000. Según la Oficina del Censo de los Estados Unidos, el municipio tiene una superficie total de 111.64 km², de la cual 111,59 km² corresponden a tierra firme y (0,04 %) 0,05 km² es agua.

## Demografía
Según el censo de 2010, había 4124 personas residiendo en el municipio de Bourbon. La densidad de población era de 36,94 hab./km². De los 4124 habitantes, el municipio de Bourbon estaba compuesto por el 98,67 % blancos, el 0,27 % eran afroamericanos, el 0,15 % eran amerindios, el 0,12 % eran asiáticos, el 0,32 % eran de otras razas y el 0,48 % eran de una mezcla de razas. Del total de la población el 0,78 % eran hispanos o latinos de cualquier raza.